# Anapausis soluta
Anapausis soluta är en tvåvingeart som först beskrevs av Friedrich Hermann Loew 1846.  Anapausis soluta ingår i släktet Anapausis och familjen dyngmyggor. Inga underarter finns listade i Catalogue of Life.